# Delfin-Klasse (1703)
Die Delfin-Klasse war eine Klasse von zwei 62-Kanonen-Linienschiffen der Asow-Flotte der Kaiserlich Russischen Marine, die von 1703 bis 1714 in Dienst stand.

## Geschichte
Mit dem Vertrag von Konstantinopel von 1700 wurde Russland sein Besitz der Städte Asow und Taganrog am Asowschen Meer (Schwarzes Meer) bestätigt. Dieses Gebiet wurde durch die Russen im Rahmen des Zweiten Asowfeldzuges von 1695 bis 1696 von den Osmanen erobert. Was aber nur durch den Einsatz von Seestreitkräften (Asow-Flotte) ermöglicht wurde. Zur Sicherung ihrer Position begannen die Russen mit dem Ausbau eines Flottenstützpunktes in Taganrog. Die benötigten großen Schiffe wurden aber alle auf Werften im zentralrussischen Woronesch gebaut und anschließend über den Fluss Don ins Asowsche Meer überführt.
Hierzu gehörten die beiden Schiffe der Delfin-Klasse, welche zwischen 1697 und 1703 gebaut wurden. Ab 1710 wurden beide Einheiten zu 48-Kanonen-Schiffen, mit 18-Pfünder-Kanonen auf ihrem unteren Batteriedeck, umgerüstet und an die Mündung des Dons verlegt. Sie blieben bis 1714 in Dienst, zu dieser Zeit hatten die Russen das Gebiet aber bereits wieder an die Osmanen verloren. Beide Schiffe wurden 1716 abgebrochen.

## Einheiten
| Name                   | Bauwerft           | Kiellegung    | Stapellauf   | Verbleib                                      |
| ---------------------- | ------------------ | ------------- | ------------ | --------------------------------------------- |
| Delfin (Дельфин)       | Werft in Woronesch | November 1697 | 28. Mai 1703 | Außerdienststellung 1714 und 1716 abgebrochen |
| Vinkelgak (Винкельгак) | Werft in Woronesch | November 1697 | 22. Mai 1703 | Außerdienststellung 1714 und 1716 abgebrochen |

## Technische Beschreibung
Die Klasse war als Batterieschiff mit zwei durchgehenden Geschützdecks konzipiert und hatte eine Länge von 37,52 Metern (Geschützdeck), eine Breite von 10,85 Metern und einen Tiefgang von 2,77 Metern. Sie war ein Rahsegler mit drei Masten (Fockmast, Großmast und Kreuzmast).
Die Bewaffnung der Klasse bestand bei Indienststellung aus 62 Kanonen, wobei sich die Anzahl von diesen im Laufe ihrer Dienstzeit veränderten.